# 上田健二
上田 健二（うえだ けんじ、1940年9月21日 - 2010年2月3日）は、日本の法哲学者、刑法学者。
京都市生まれ。同志社大学法学部教授。ドイツのミュンヘンに留学し、グスタフ・ラートブルフの弟子であるアルトゥール・カウフマンに影響を受けた。ドイツの法哲学について造詣が深く、アルトゥール・カウフマン『法哲学』を代表とした数多くの訳業がある。

## 経歴
- 1963年 同志社大学法学部政治学科卒業
- 2010年 急性肺炎のため死去[1]

## 著書
- 上田健二『生命の刑法学 : 中絶・安楽死・自死の権利と法理論』ミネルヴァ書房〈Minerva人文・社会科学叢書 67〉、2002年。ISBN 4623035549。 NCID BA57347089。全国書誌番号:20296650。

## 主要訳書
- H.ロットロイトナー編（ナチス法理論研究会訳）『法、法哲学とナチズム』みすず書房。1987年。
- アルトゥール・カウフマン（竹下賢監訳）『正義と平和』ミネルヴァ書房、1990年。
- アルビン・エーザー（上田健二・浅田和茂編訳）『先端医療と刑法』成文堂、1990年。
- アルトゥール・カウフマン（上田健二監訳）『転換期の刑法哲学』成文堂、第一版1993年、第二版1999年。
- アルトゥール・カウフマン（上田健二・竹下賢・長尾孝雄・西野基継編訳）『法・人格・正義』昭和堂、1996年。
- アルトゥール・カウフマン『法概念と法思考―附・法獲得手続きの合理的分析』昭和堂、2001年。
- アルトゥール・カウフマン『法哲学 第2版』ミネルヴァ書房、2006年。
- アルビン・エーザー（上田健二・浅田和茂 編訳）『医事刑法から統合的医事法へ』成文堂、2011年。

他にも『同志社法学』などに発表した訳業が数多く存在する。